# Весёлый Кут (Криворожский район)
Весёлый Кут (укр. Веселий Кут) — село,
Глееватский сельский совет,
Криворожский район,
Днепропетровская область,
Украина.
Код КОАТУУ — 1221882002. Население по переписи 2001 года составляло 112 человек.

## История
Предположительно поселение существовало с XVIII века.

## Географическое положение
Село Весёлый Кут примыкает к городу Кривой Рог, район Дубки.
К селу примыкает большой массив садовых участков.
По селу протекает пересыхающий ручей с запрудой.
На расстоянии в 1 км расположены большой (~14 км²) шламоотстойник ОАО «ЦГОК»,
в 2-х км — Глееватский карьер.
Рядом проходит железная дорога, станция Прикарьерная в 1-м км.